# Caperonotus superbus
Caperonotus superbus là một loài bọ cánh cứng trong họ Cerambycidae.